# Leichtathletik-Weltmeisterschaften 2009/400 m Hürden der Männer

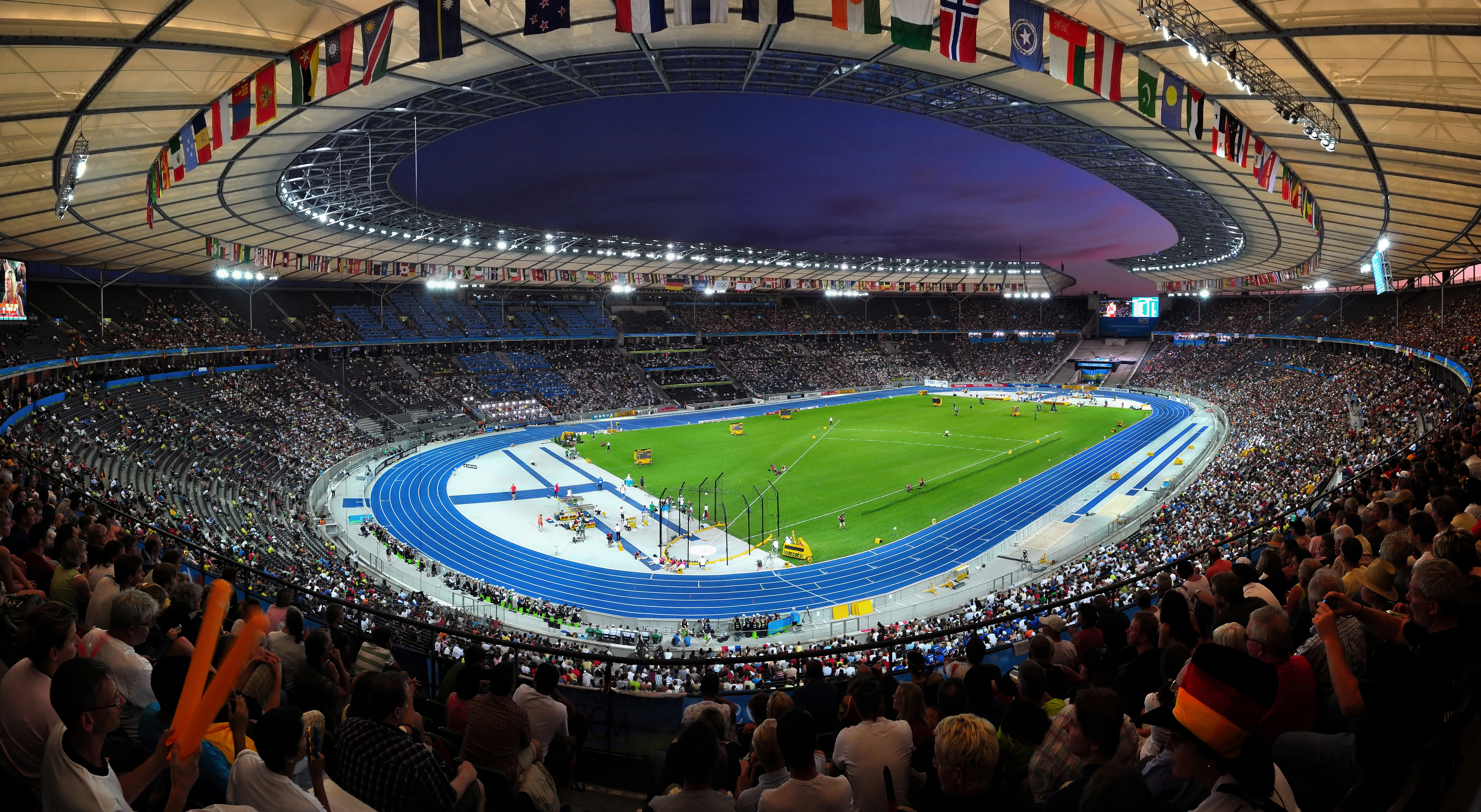
Das Berliner Olympiastadion während der Leichtathletik-Weltmeisterschaften

Der 400-Meter-Hürdenlauf der Männer bei den Leichtathletik-Weltmeisterschaften 2009 wurde vom 15. bis 18. August 2009 im Olympiastadion der deutschen Hauptstadt Berlin ausgetragen.
In diesem Wettbewerb errangen die US-amerikanischen Hürdenläufer mit Gold und Bronze zwei Medaillen. Weltmeister wurde der Titelverteidiger und Olympiazweite von 2008 Kerron Clement. Er hatte außerdem mit der 4-mal-400-Meter-Staffel seines Landes 2008 Olympiagold und 2007 WM-Gold gewonnen, was ihm auch hier in Berlin am Schlusstag wieder gelang. Silber ging an Javier Culson aus Puerto Rico. Bronze gewann der Weltmeister von 2005 und Olympiadritte von 2008 Bershawn Jackson. Auch er war Mitglied der US-amerikanischen 4-mal-400-Meter-Staffel, die am Schlusstag hier in Berlin Gold errang.

## Bestehende Rekorde
| Weltrekord               | 46,78 s | Kevin Young | OS 1992 in Barcelona, Spanien     | 6. August 1992  |
| Weltmeisterschaftsrekord | 47,18 s | Kevin Young | WM 1993 in Stuttgart, Deutschland | 19. August 1993 |

Der bestehende WM-Rekord wurde bei diesen Weltmeisterschaften nicht eingestellt und nicht verbessert.
Es gab eine Weltjahresbestleistung und fünf Landesrekorde.
- Weltjahresbestleistung:
  - 47,91 s – Kerron Clement (USA), Finale am 18. August
- Landesrekorde:
  - 49,51 s – Andrés Silva (Uruguay), 1. Vorlauf am 15. August
  - 49,34 s – Andrés Silva (Uruguay), 1. Halbfinale am 16. August
  - 48,66 s – Jehue Gordon (Trinidad und Tobago), 3. Vorlauf am 15. August
  - 48,26 s – Jehue Gordon (Trinidad und Tobago), Finale am 18. August
  - 48,09 s – Javier Culson (Puerto Rico), Finale am 18. August

## Vorrunde
Die Vorrunde wurde in vier Läufen durchgeführt. Die ersten drei Athleten pro Lauf – hellblau unterlegt – sowie die darüber hinaus vier zeitschnellsten Läufer – hellgrün unterlegt – qualifizierten sich für das Halbfinale.

### Vorlauf 1

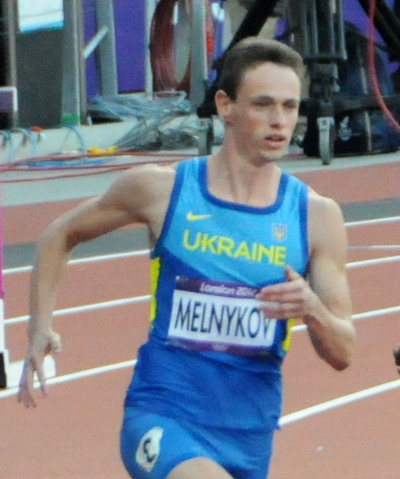
Stanislaw Melnykow – ausgeschieden als Sechster in 50,41 s
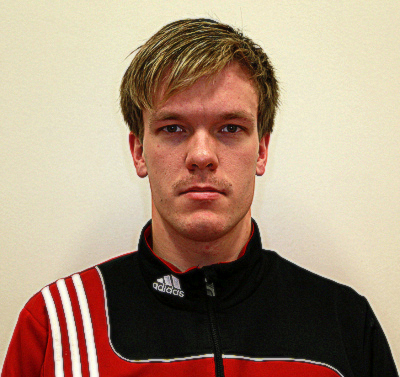
Jussi Heikkilä – ausgeschieden als Achter in 51,42 s

15. August 2009, 20:20 Uhr
| Platz | Name               | Nation       | Zeit (s) |
| ----- | ------------------ | ------------ | -------- |
| 1     | Isa Phillips       | Jamaika      | 48,99    |
| 2     | Periklis Iakovakis | Griechenland | 49,12    |
| 3     | Johnny Dutch       | USA          | 49,38    |
| 4     | Andrés Silva       | Uruguay      | 49,51 NR |
| 5     | Kenji Narisako     | Japan        | 49,60    |
| 6     | Stanislaw Melnykow | Ukraine      | 50,41    |
| 7     | Mahau Suguimati    | Brasilien    | 51,05    |
| 8     | Jussi Heikkilä     | Finnland     | 51,42    |

### Vorlauf 2

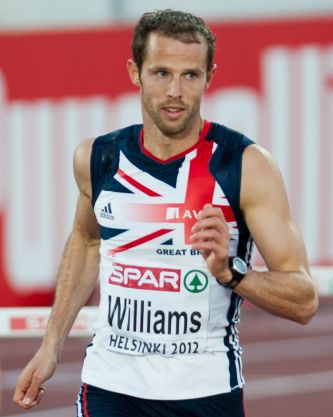
Rhys Williams – ausgeschieden als Fünfter in 49,88 s

15. August 2009, 20:28 Uhr
| Platz | Name             | Nation         | Zeit (s)                                   |
| ----- | ---------------- | -------------- | ------------------------------------------ |
| 1     | Javier Culson    | Puerto Rico    | 49,27                                      |
| 2     | Bershawn Jackson | USA            | 49,34                                      |
| 3     | Kazuaki Yoshida  | Japan          | 49,45                                      |
| 4     | Tristan Thomas   | Australien     | 49,53                                      |
| 5     | Rhys Williams    | Großbritannien | 49,88                                      |
| 6     | Ibrahim Maïga    | Mali           | 51,70                                      |
| DSQ   | Josef Robertson  | Jamaika        | IAAF Rule 168.7 Nichtüberquerung der Hürde |
| DSQ   | Héni Kechi       | Frankreich     | IAAF Rule 168.7 Nichtüberquerung der Hürde |

### Vorlauf 3

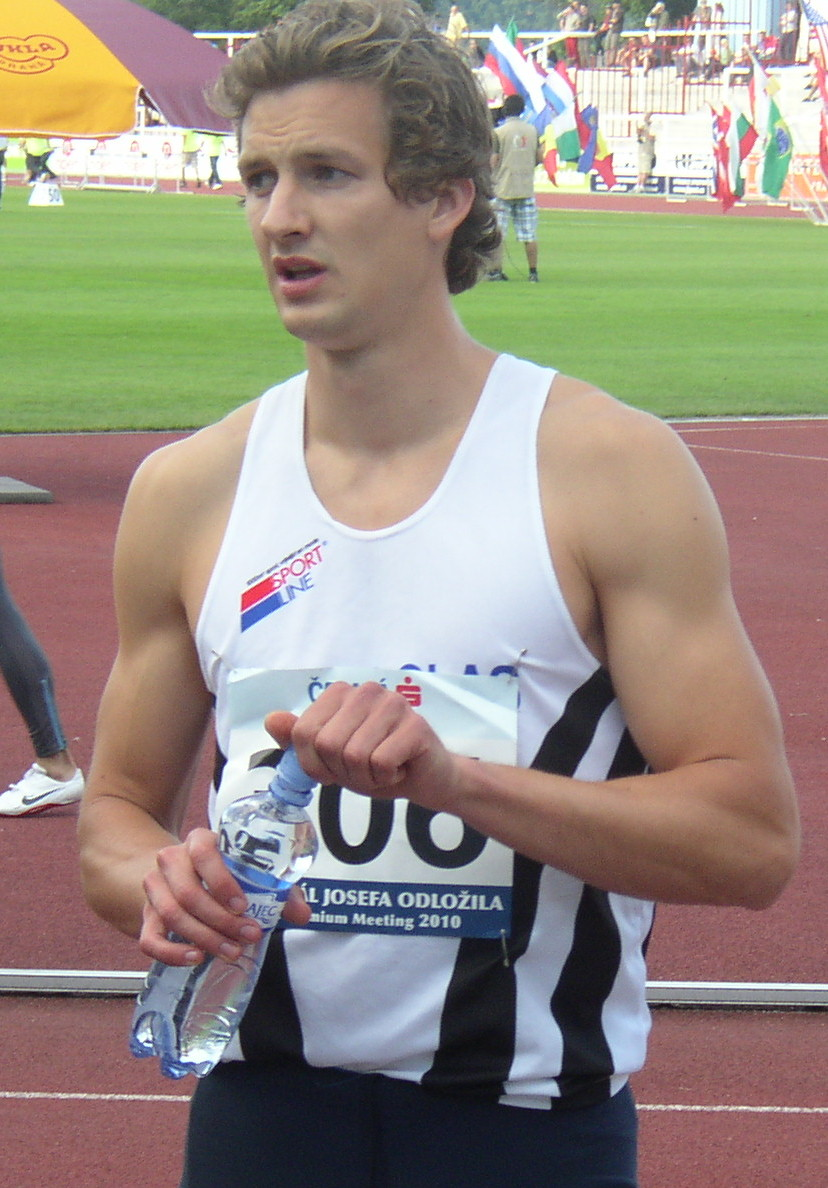
Michaël Bultheel – ausgeschieden als Sechster in 49,67 s

15. August 2009, 20:36 Uhr
| Platz | Name              | Nation                  | Zeit (s)                                     |
| ----- | ----------------- | ----------------------- | -------------------------------------------- |
| 1     | Kerron Clement    | USA                     | 48,39                                        |
| 2     | Danny McFarlane   | Jamaika                 | 48,65                                        |
| 3     | Jehue Gordon      | Trinidad und Tobago     | 48,66 NR                                     |
| 4     | Félix Sánchez     | Dominikanische Republik | 48,76                                        |
| 5     | Omar Cisneros     | Kuba                    | 49,27                                        |
| 6     | Michaël Bultheel  | Belgien                 | 49,67                                        |
| 7     | Jonathan Williams | Belize                  | 52,41                                        |
| DSQ   | Joseph Abraham    | Indien                  | IAAF Rule 168.7 – Nichtüberquerung der Hürde |

### Vorlauf 4

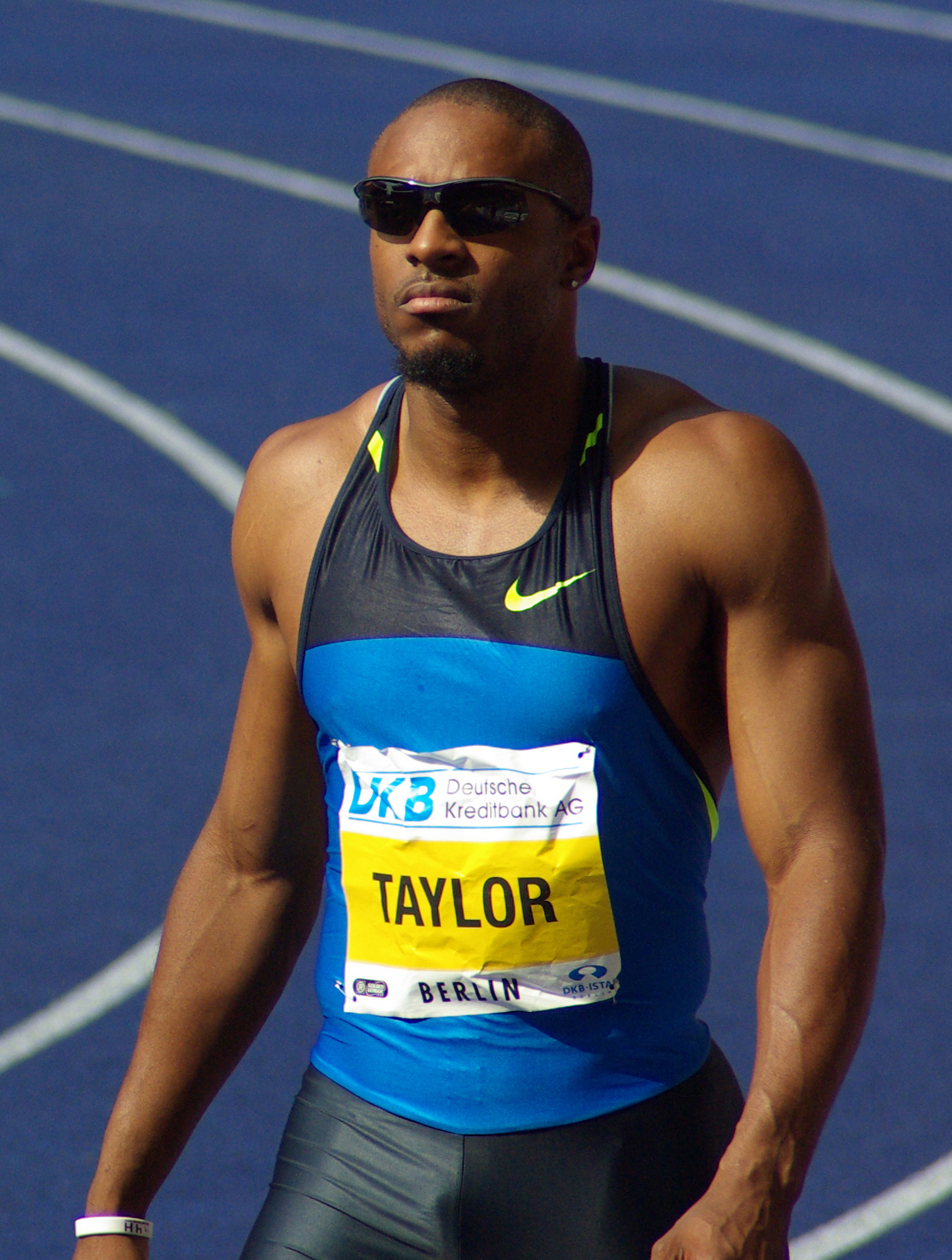
Der durch Oberschenkelprobleme behinderte zweifache Olympiasieger Angelo Taylor schied als Vierter in 49,64 s aus
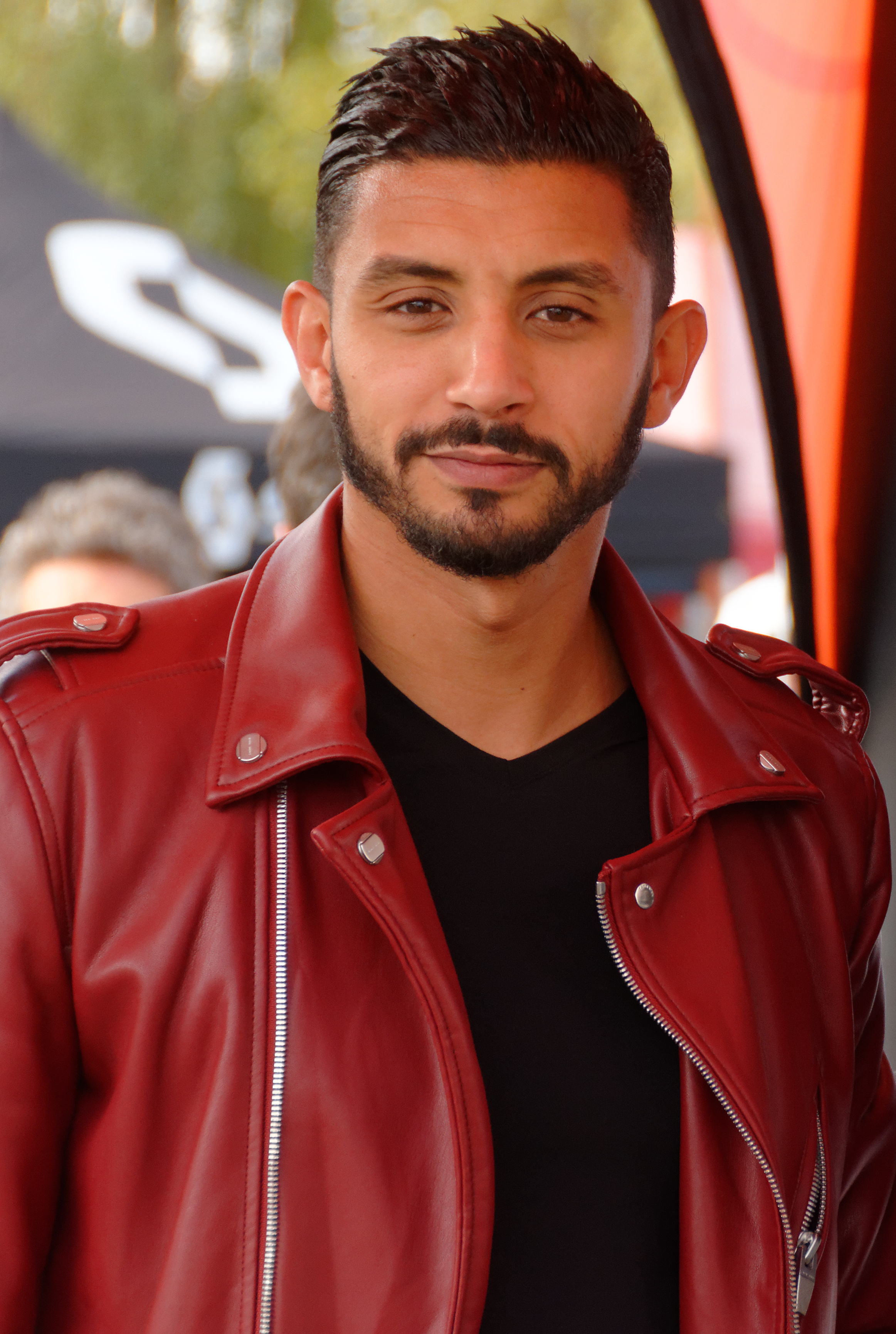
Fadil Bellaabouss – ausgeschieden als Fünfter in 49,73 s

15. August 2009, 20:44 Uhr
| Platz | Name                  | Nation                       | Zeit (s)                                     |
| ----- | --------------------- | ---------------------------- | -------------------------------------------- |
| 1     | David Greene          | Großbritannien               | 48,76                                        |
| 2     | Louis Jacobus van Zyl | Südafrika                    | 49,48                                        |
| 3     | Brendan Cole          | Australien                   | 49,63                                        |
| 4     | Angelo Taylor         | USA                          | 49,64                                        |
| 5     | Fadil Bellaabouss     | Frankreich                   | 49,73                                        |
| 6     | Alexander Derewjagin  | Russland                     | 49,83                                        |
| DNF   | Kurt Couto            | Mosambik                     |                                              |
| DSQ   | Ali Obaid Shirook     | Vereinigte Arabische Emirate | IAAF Rule 168.7 – Nichtüberquerung der Hürde |

## Halbfinale
Aus den beiden Halbfinalläufen qualifizierten sich die jeweils ersten drei Athleten – hellblau unterlegt – sowie die darüber hinaus zwei zeitschnellsten Läufer – hellgrün unterlegt – für das Finale.

### Halbfinallauf 1

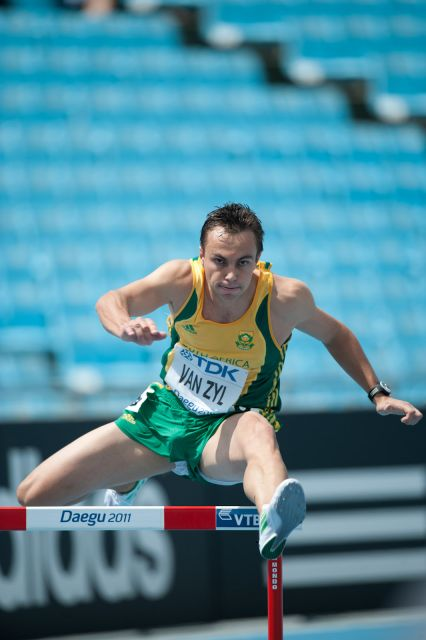
L. J. van Zyl – ausgeschieden als Sechster in 48,80 s
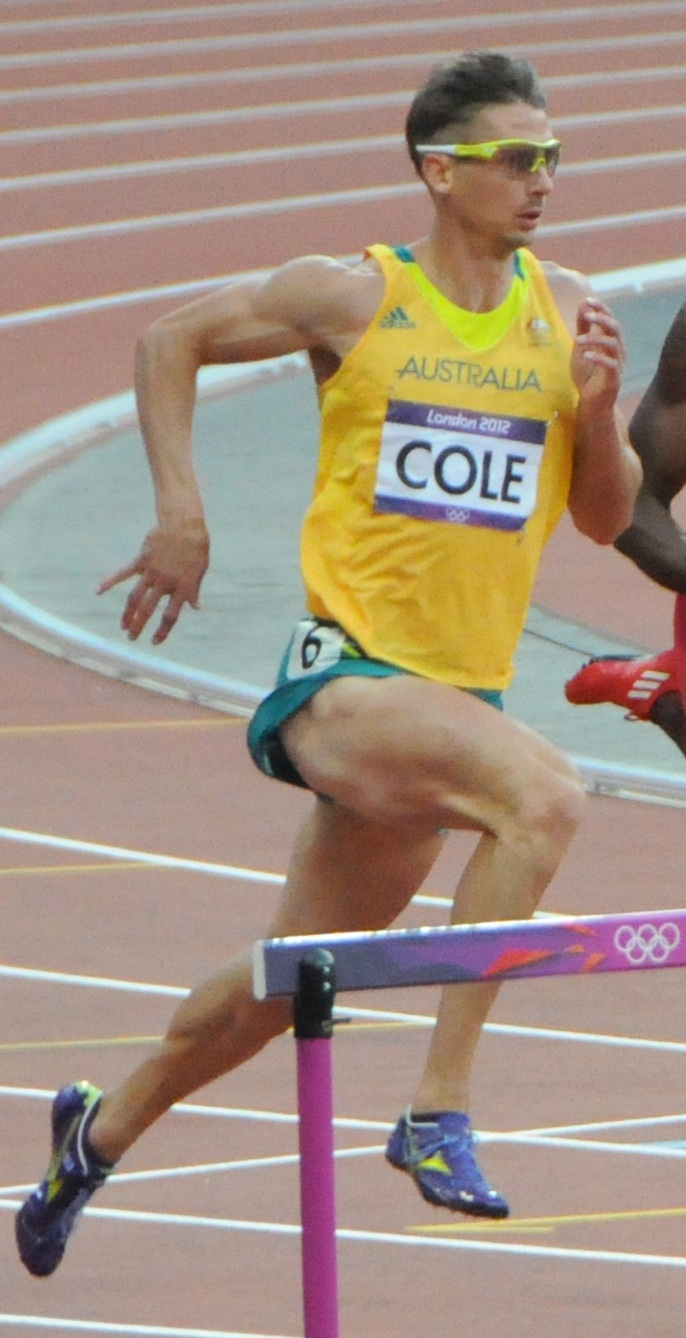
Brendan Cole – ausgeschieden als Achter in 49,92 s

16. August 2009, 20:15 Uhr
| Platz | Name                  | Nation                  | Zeit (s) |
| ----- | --------------------- | ----------------------- | -------- |
| 1     | Kerron Clement        | USA                     | 48,00    |
| 2     | Félix Sánchez         | Dominikanische Republik | 48,34    |
| 3     | Javier Culson         | Puerto Rico             | 48,43    |
| 4     | Danny McFarlane       | Jamaika                 | 48,49    |
| 5     | Jehue Gordon          | Trinidad und Tobago     | 48,77    |
| 6     | Louis Jacobus van Zyl | Südafrika               | 48,80    |
| 7     | Andrés Silva          | Uruguay                 | 49,34 NR |
| 8     | Brendan Cole          | Australien              | 49,92    |

### Halbfinallauf 2
16. August 2009, 20:23 Uhr
| Platz | Name               | Nation         | Zeit (s) |
| ----- | ------------------ | -------------- | -------- |
| 1     | Bershawn Jackson   | USA            | 48,23    |
| 2     | David Greene       | Großbritannien | 48,27    |
| 3     | Periklis Iakovakis | Griechenland   | 48,73    |
| 4     | Isa Phillips       | Jamaika        | 48,93    |
| 5     | Omar Cisneros      | Kuba           | 49,21    |
| 6     | Johnny Dutch       | USA            | 49,28    |
| 7     | Tristan Thomas     | Australien     | 49,76    |
| 8     | Kazuaki Yoshida    | Japan          | 50,34    |

Im zweiten Halbfinale ausgeschiedene Hürdenläufer:

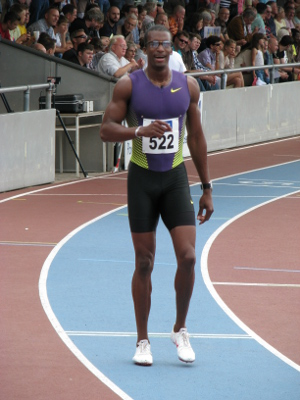
Isa Phillips Rang vier in 48,93 s
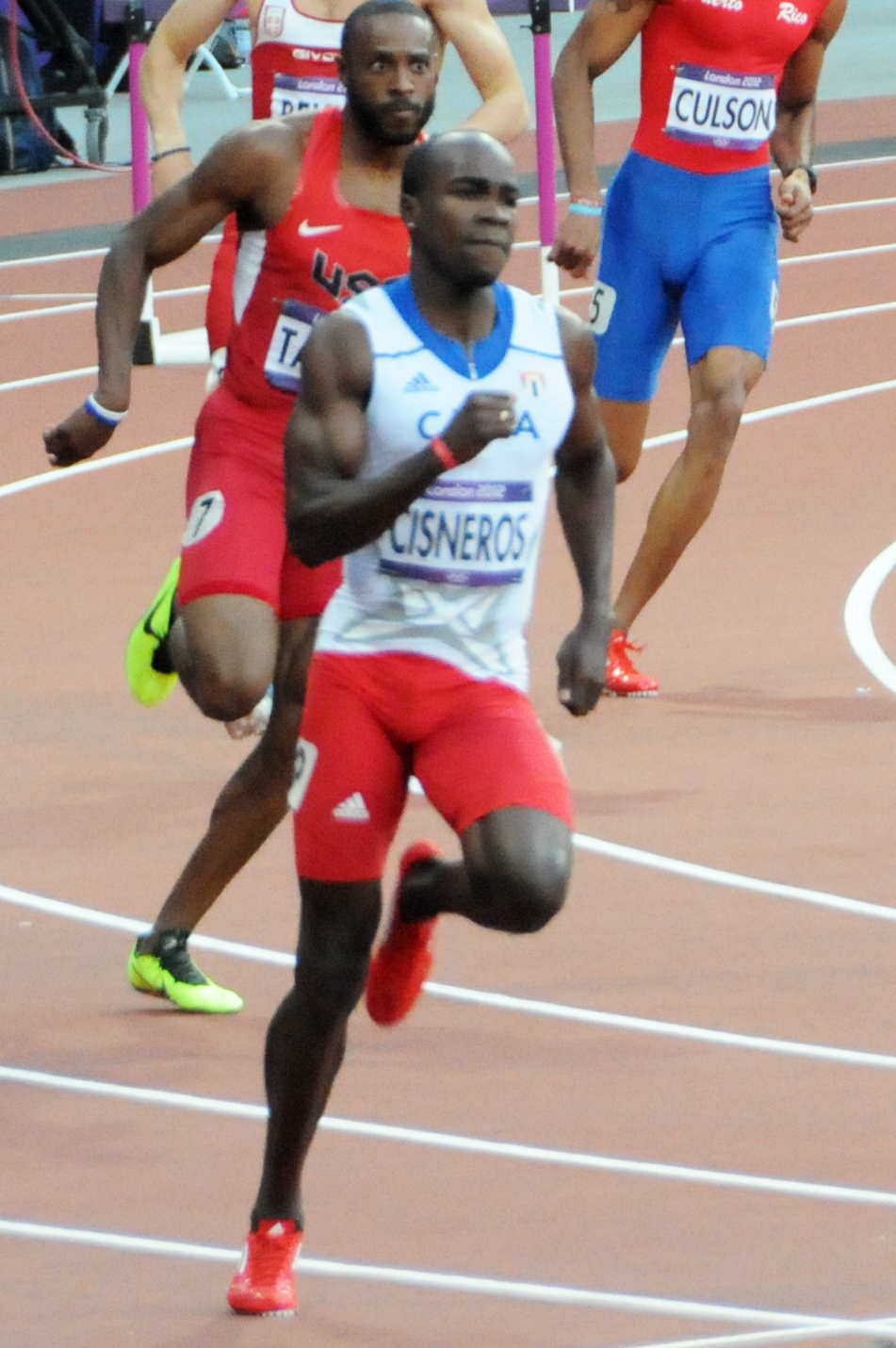
Omar Cisneros Rang fünf in 49,21 s
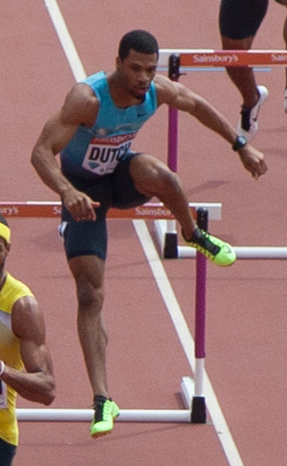
Johnny Dutch Rang sechs in 49,28 s
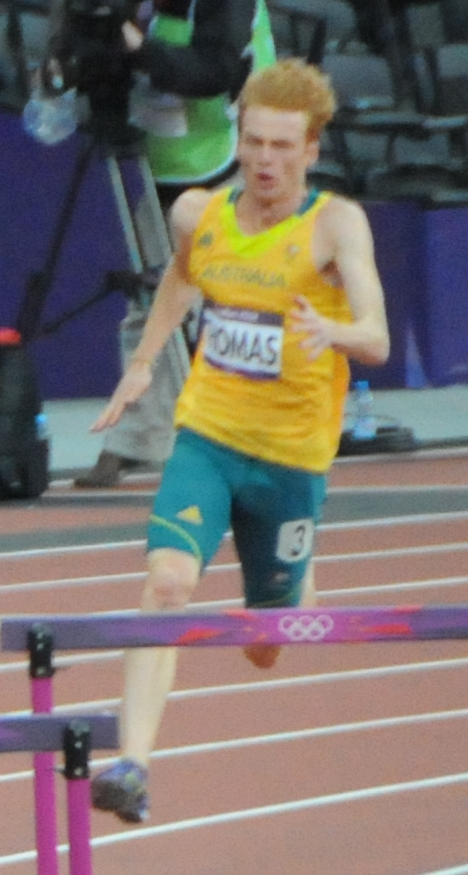
Tristan Thomas Rang sieben in 49,76 s

## Finale

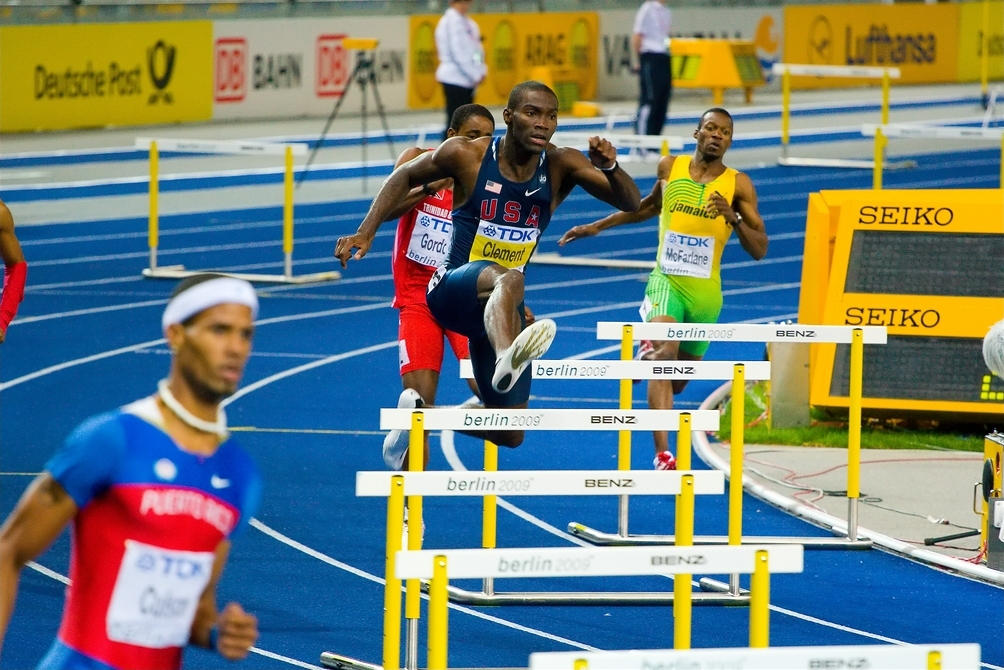
Die Läufer im 400-Meter-Hürdenlfinale ausgangs der Zielkurve

18. August 2009, 20:50 Uhr
| Platz | Name               | Nation                  | Zeit (s) |
| ----- | ------------------ | ----------------------- | -------- |
| 1     | Kerron Clement     | USA                     | 47,91 WL |
| 2     | Javier Culson      | Puerto Rico             | 48,09 NR |
| 3     | Bershawn Jackson   | USA                     | 48,23    |
| 4     | Jehue Gordon       | Trinidad und Tobago     | 48,26 NR |
| 5     | Periklis Iakovakis | Griechenland            | 48,42    |
| 6     | Danny McFarlane    | Jamaika                 | 48,65    |
| 7     | David Greene       | Großbritannien          | 48,68    |
| 8     | Félix Sánchez      | Dominikanische Republik | 50,11    |

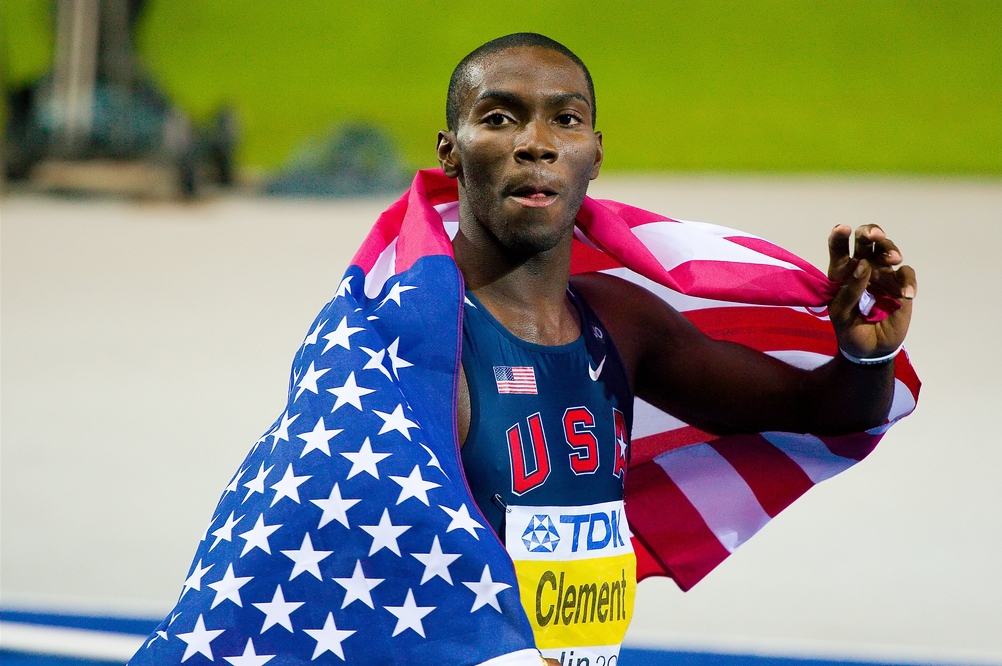
Der Olympiazweite von 2008 Kerron Clement verteidigte seinen WM-Titel und errang mit der 4-mal-400-Meter-Staffel am Schlusstag eine zweite Goldmedaille
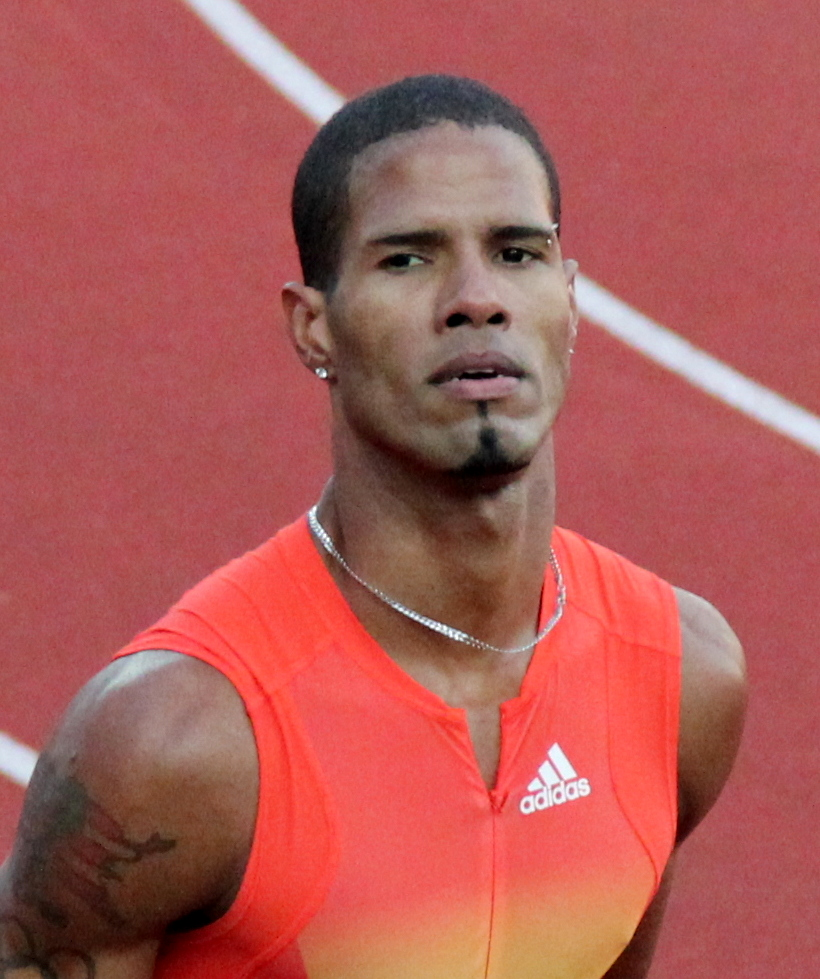
Vizeweltmeister Javier Culson
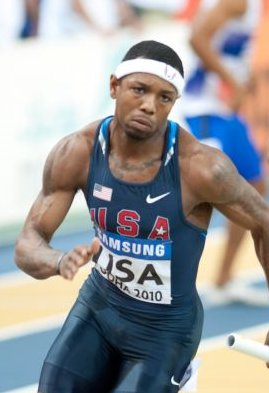
Bronze gab es für den Weltmeister von 2005 Bershawn Jackson, der wie Kerron Clement hier in Berlin Mitglied der US-Goldstaffel über 4 × 400 Meter war
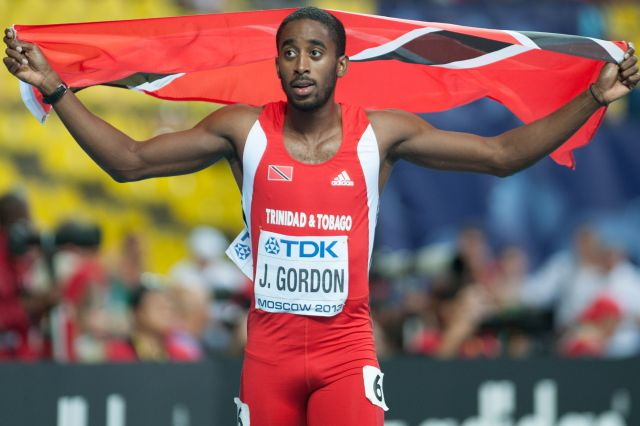
Der viertplatzierte Jehue Gordon lief im Vorlauf und im Finale neuen Landesrekord für Trinidad und Tobago
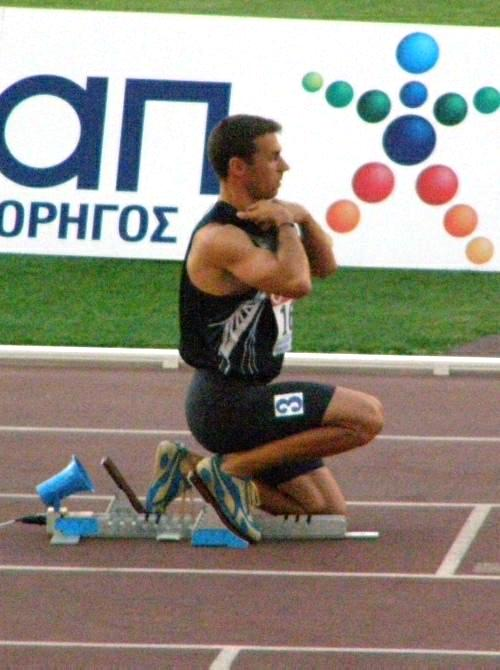
Periklis Iakovakis kam auf den fünften Platz
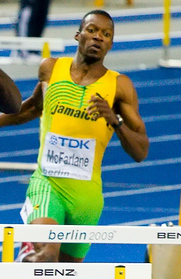
Danny McFarlane belegte Rang sechs
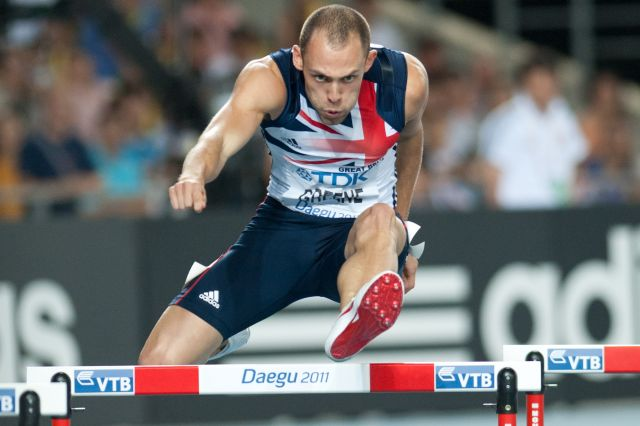
David Greene erreichte Platz sieben
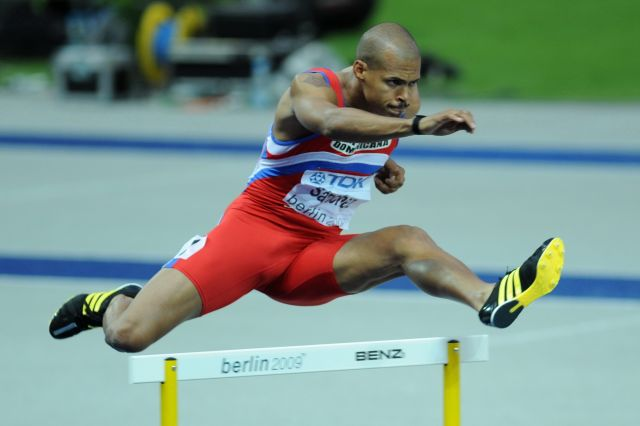
Rang acht für Félix Sánchez, unter anderem Olympiasieger von 2004 und zweifacher Weltmeister (2001/2003)

## Video
- 400m Hurdles Men Final - Berlin 2009, youtube.com, abgerufen am 23. November 2020